# Sigmund-Haffner-Gasse

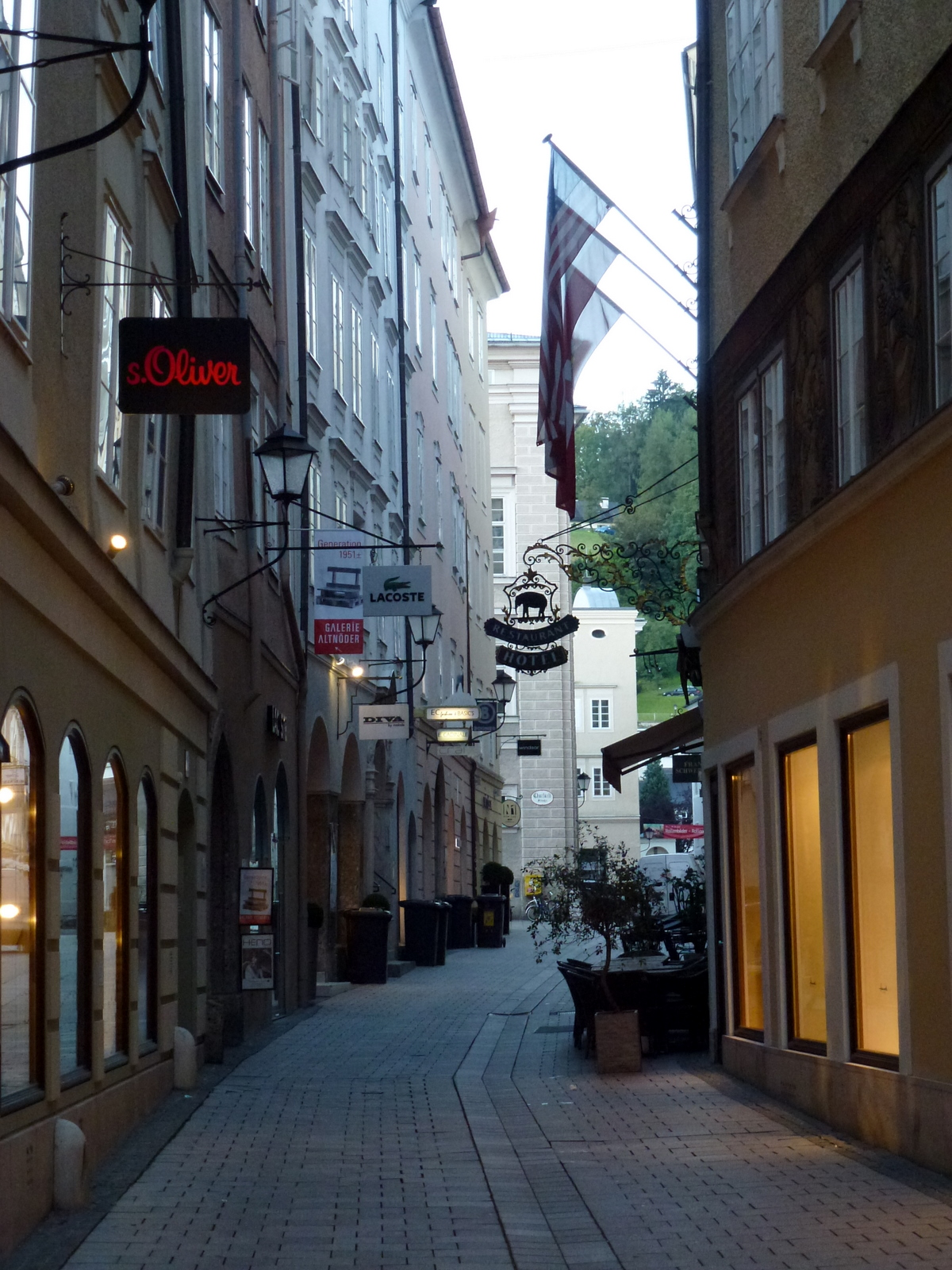
Die Gasse vom Kranzlmarkt aus

Die Sigmund-Haffner-Gasse ist eine Gasse in der Altstadt von Salzburg, die vom Kranzlmarkt und Rathausplatz bis zur Franziskanerkirche führt. Der östliche Teil der Gasse hieß einst bis zur Churfürststraße Milchgasse (auch Milichgaßen), der westliche Teil Pfarrgasse, Abtgasse oder Kirchgasse. Die Gasse entstand um 1140 in der Zeit, als die Franziskanerkirche Pfarrkirche wurde. Die Gasse schloss vor etwa 1620 die Bürgerstadt nach Westen zum großen Frauengarten des Klosters der St. Petersfrauen (zwischen Kollegienkirche, Hofstallgasse und Karajanplatz gelegen) ab.

## Gasthaus zum Elefanten

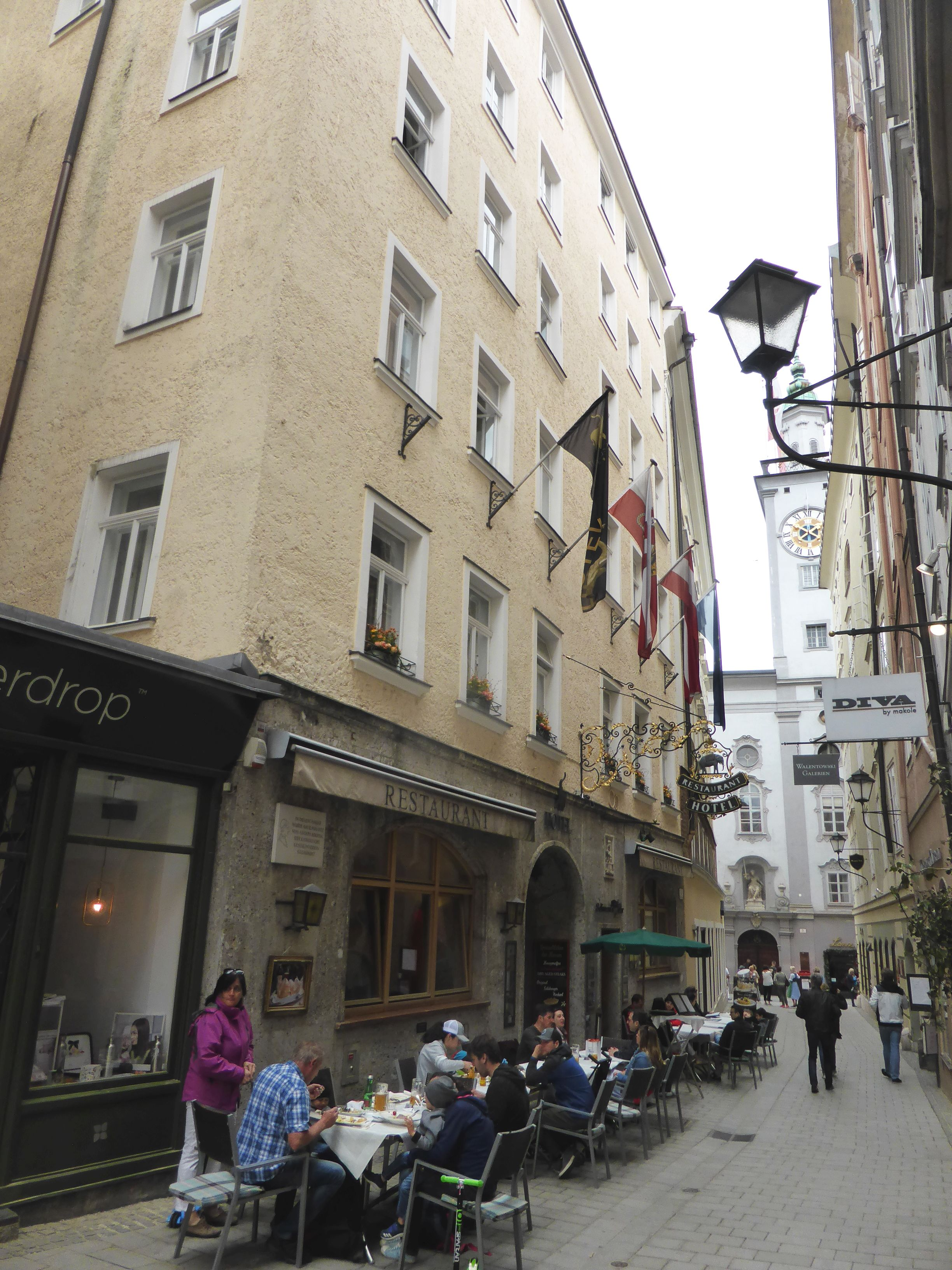
Hotel zum Elefant

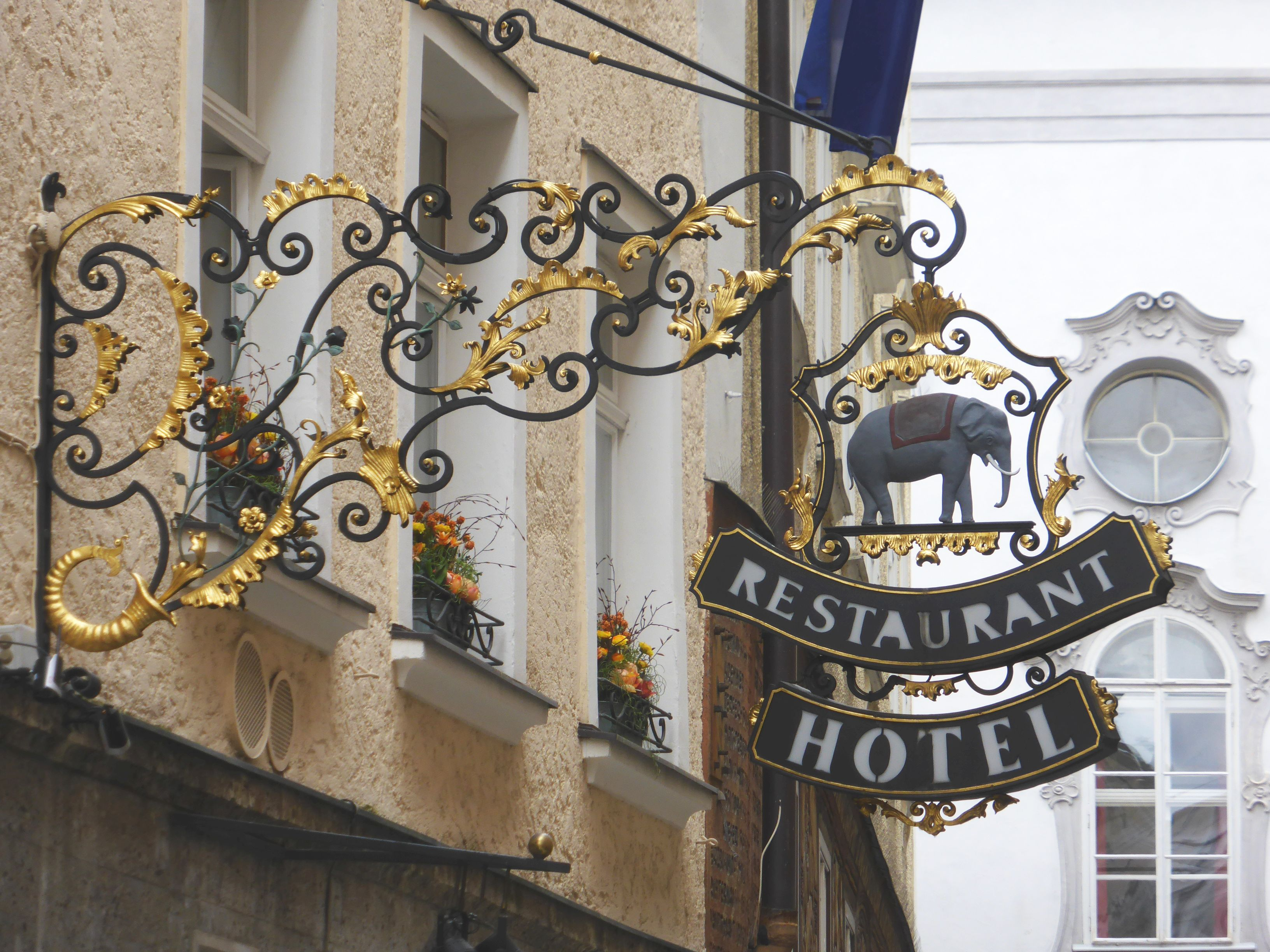
Schild Hotel zum Elefant

(Sigmund-Haffner-Gasse 4, heute Hotel zum Elefant)
Das Haus wird bereits 1442 als „Lienpachers Haus in der milichgassen gegen den frongarten“ genannt. Als erster Gastwirt in diesem Haus scheint 1607 Hanns Guetfertinger auf. Das kleine Marmorrelief wurde nach dem Gnadenbild der Maria Taferl gestaltet und trägt die Inschrift „Maria Schmerzen von Tafferl 1711“.
Als Gasthof zum Elefanten wird das Gebäude erstmals um 1800 genannt. Der Name verweist aber auf eine Begebenheit im 16. Jahrhundert (1552). Damals erhielten Erzherzog Maximilian II von Österreich, damals Statthalter von Spanien und später römisch-deutscher Kaiser und seine Braut zur Vermählung von König Johann III. von Portugal einen Elefanten geschenkt, der den Namen Soliman trug. Auf der Heimreise von Spanien in die Residenzstadt Wien musste Maximilian II und seine Frau 1552 krankheitsbedingt in Wasserburg und im damals salzburgischen Mühldorf am Inn die Reise unterbrechen. In Wasserburg war auch der Salzburger Bürger Hans Goldeisen mit der Versorgung des Elefanten betraut. Dieser Hans Goldeisen kaufte vier Jahre später das Haus Sigmund-Haffner-Gasse 4. Weil der Elefant Soliman der erste bekannte Elefant in Mitteleuropa war, erregte das damals kaum bekannte und sagenhafte Tier großes Aufsehen.

## Haffnerhaus
(Sigmund-Haffner-Gasse 6)

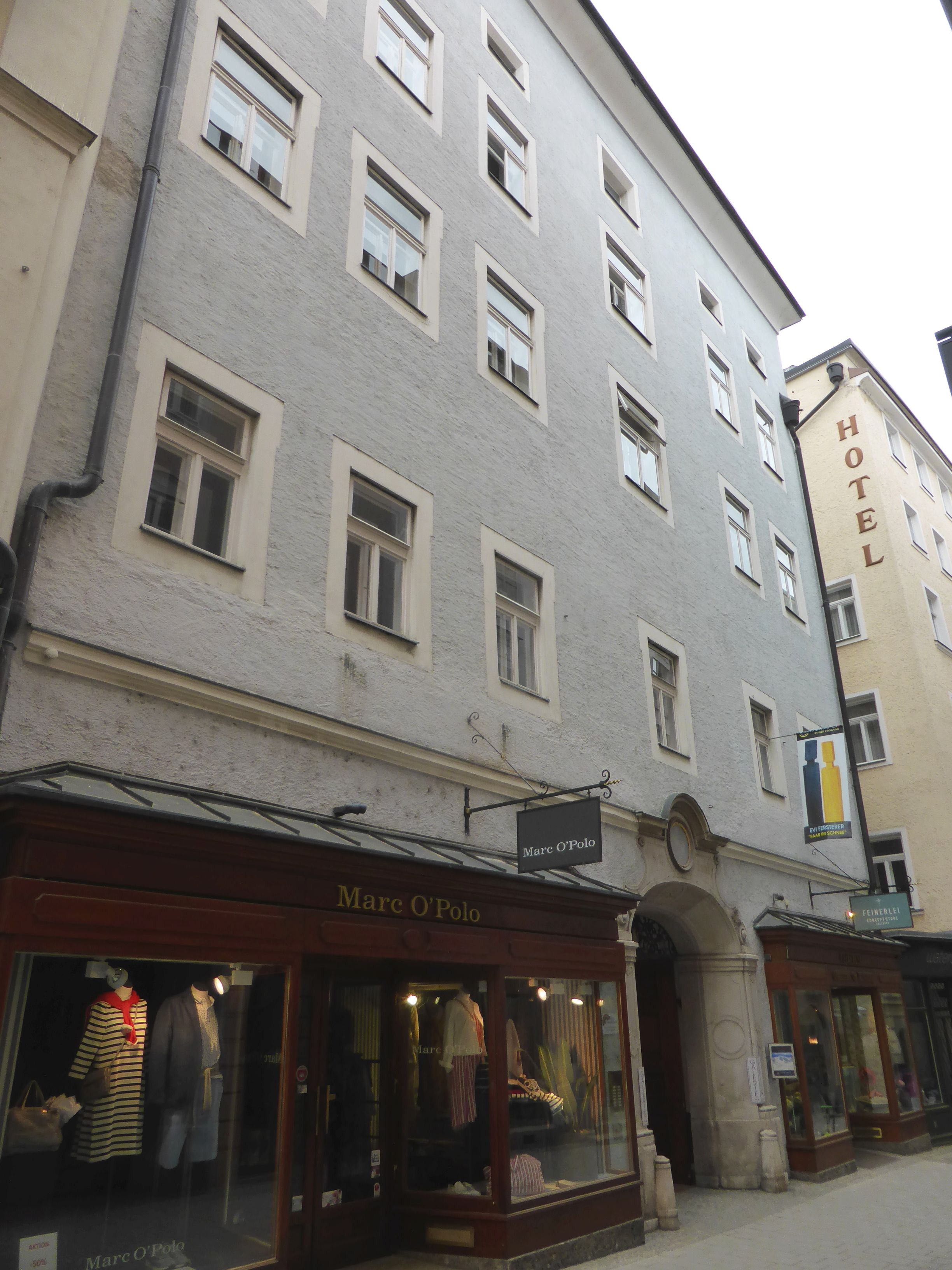
Das Haffnerhaus

Das Haus, das bereits 1434 erwähnt ist, scheint 1617 als Leimprucherhaus auf. Die Tochter des namensgebenden Leimprucher heiratet um 1733 den reichen Handelsmann, Bürgermeister und Mäzen Sigmund Haffner d. Ä. Dessen Sohn Sigmund Haffner d. J., der ebenfalls in diesem Haus wohnte, vermachte später der Stadt 300.000 Gulden. Über dem repräsentativen marmornen Barockportal findet sich ein schmiedeeisernes Lünettengitter, die Bezeichnung „17 SH 41“ und ein barockes Bildmedaillon mit Darstellung der Heiligen Maria mit Kind.

## Lamberghaus
(Sigmund-Haffner-Gasse 8, „von alters her Grienau genannt“)

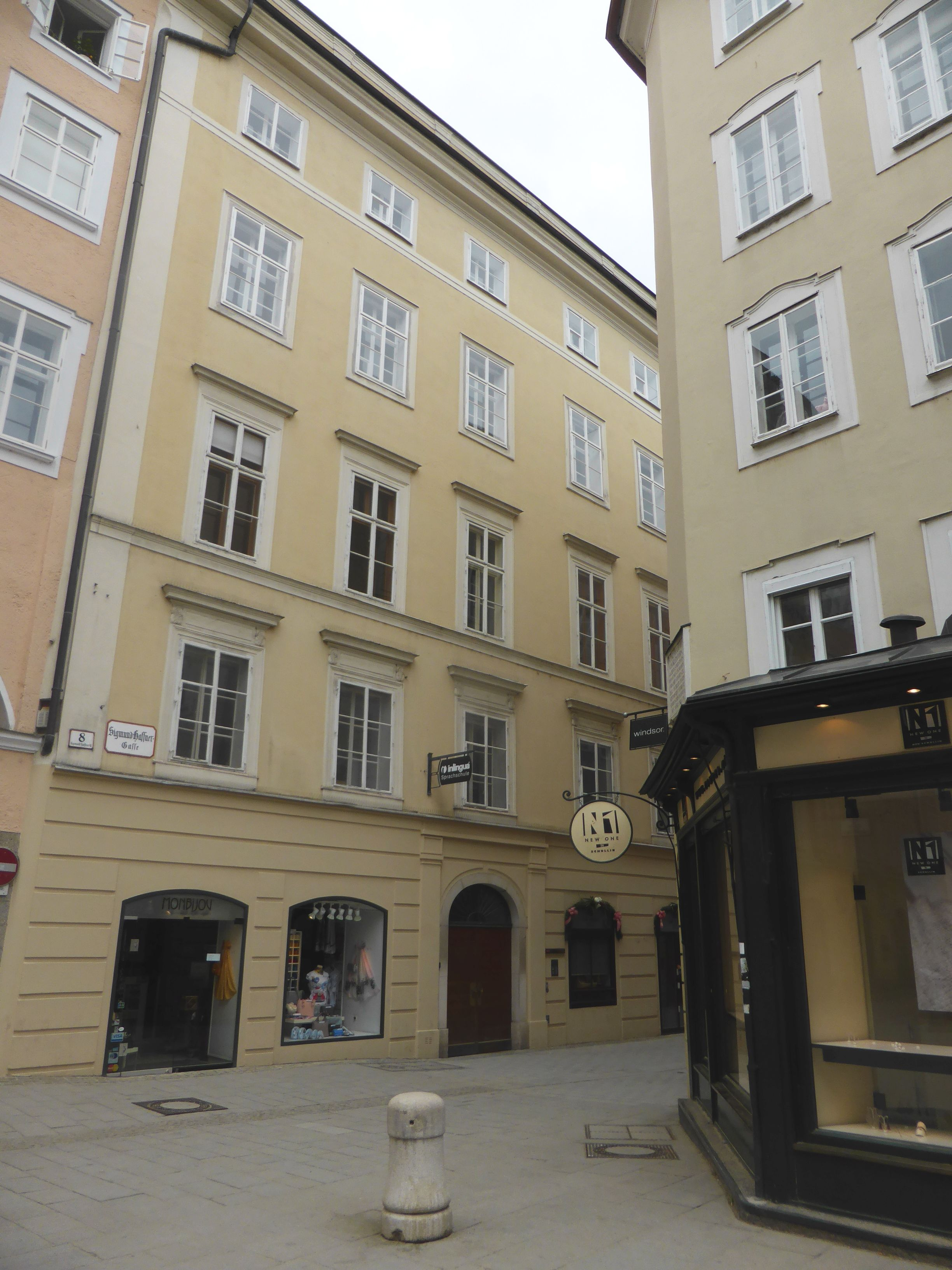
Sigmund-Haffner-Gasse 8

Dieses Haus, das urkundlich zuerst 1424 erwähnt ist, wurde unter der bekannten Familie Elsenheimer um 1500 aus ursprünglich zwei Häusern einheitlich umgestaltet. Es besitzt einen sehr schmucken Renaissance-Arkadenhof mit zierlichen Rundsäulen aus rotem Adneter Marmor, einem Kalkstein. Im Erdgeschoß überbaut, finden sich im ersten Stock dabei Rundbögenarkaden, in den Stockwerken darüber dann gerade Stürze. Im 2. Stock des Lamberghauses finden sich auch die Räumlichkeiten des Bundesdenkmalamtes.

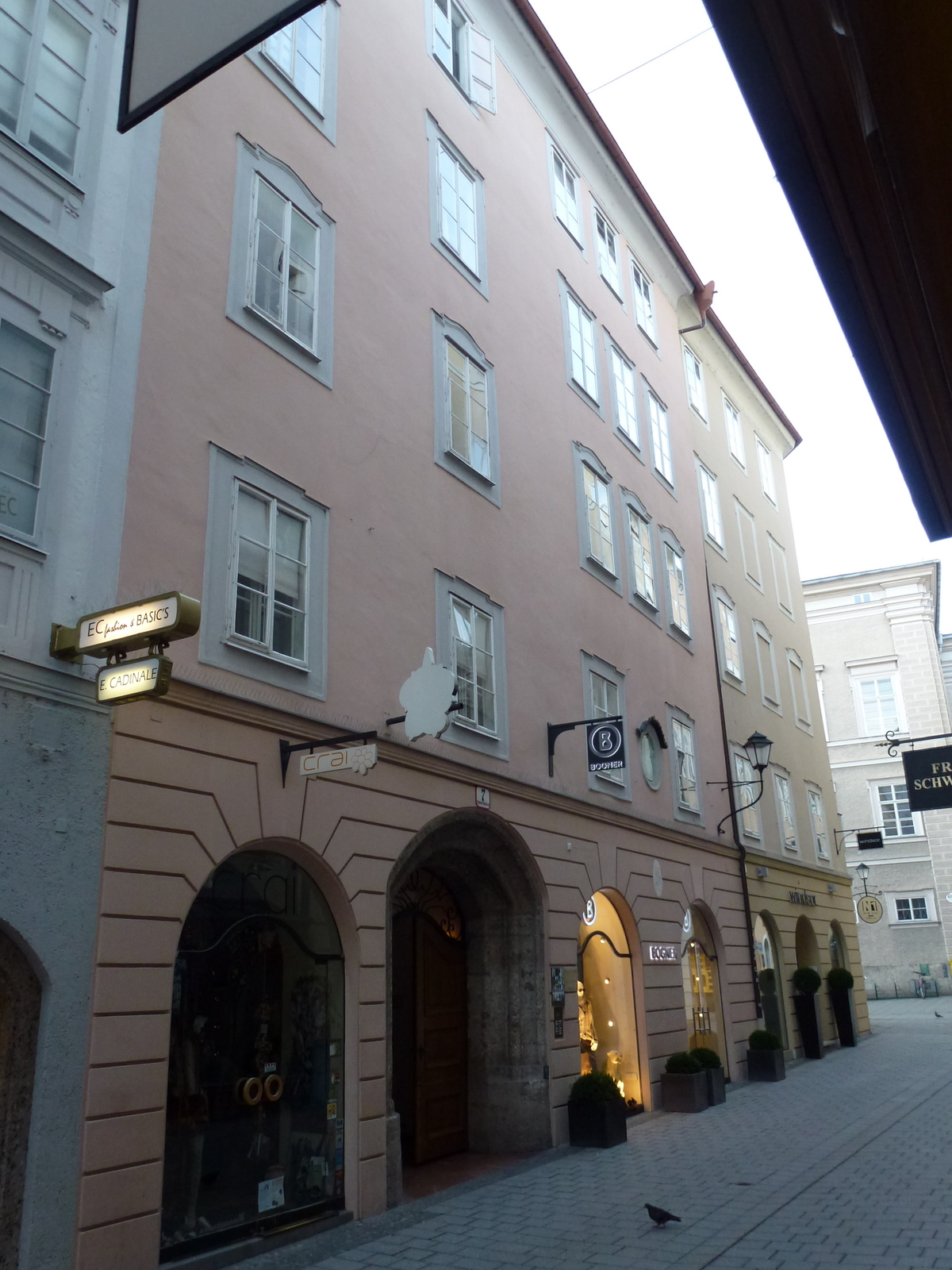
Gusettihaus

## Gusettihaus
(Sigmund-Haffner-Gasse 7–9)
Das spätmittelalterliche Haus, das damals stets im Eigentum von angesehenen und begüterten Familien gestanden war, wurde unter Erzbischof Ernst von Bayern 1540 angekauft und als Hofbräuhaus genutzt („Kaltpierhaus“, „Prew zu Hof“). Die alten Gewölbe im Keller dürften als Bierlagerräume gedient haben. 1654 wurde das Hofbräu aber wieder verlegt, ein Wirtshaus blieb aber auch danach im Haus 7 bestehen, während das Haus 9 zeitweise als „Collegium Rupertinum“ genutzt war. 1769 wurde das Haus Nr. 7–9 unter der Familie Gusetti zum Handelshaus. In diesem Haus wohnte um 1800 der einst weitum bekannte Salzburger Jurist und Staatsmann Johann Franz Thaddäus von Kleinmayrn (1733–1805), der unter Fürsterzbischof Colloredo Hofratsdirektor und Mitglied der erzbischöflichen Konferenz, und zudem Verfasser von Beiträgen zur Geschichte Salzburgs war.

## Ritzerhaus

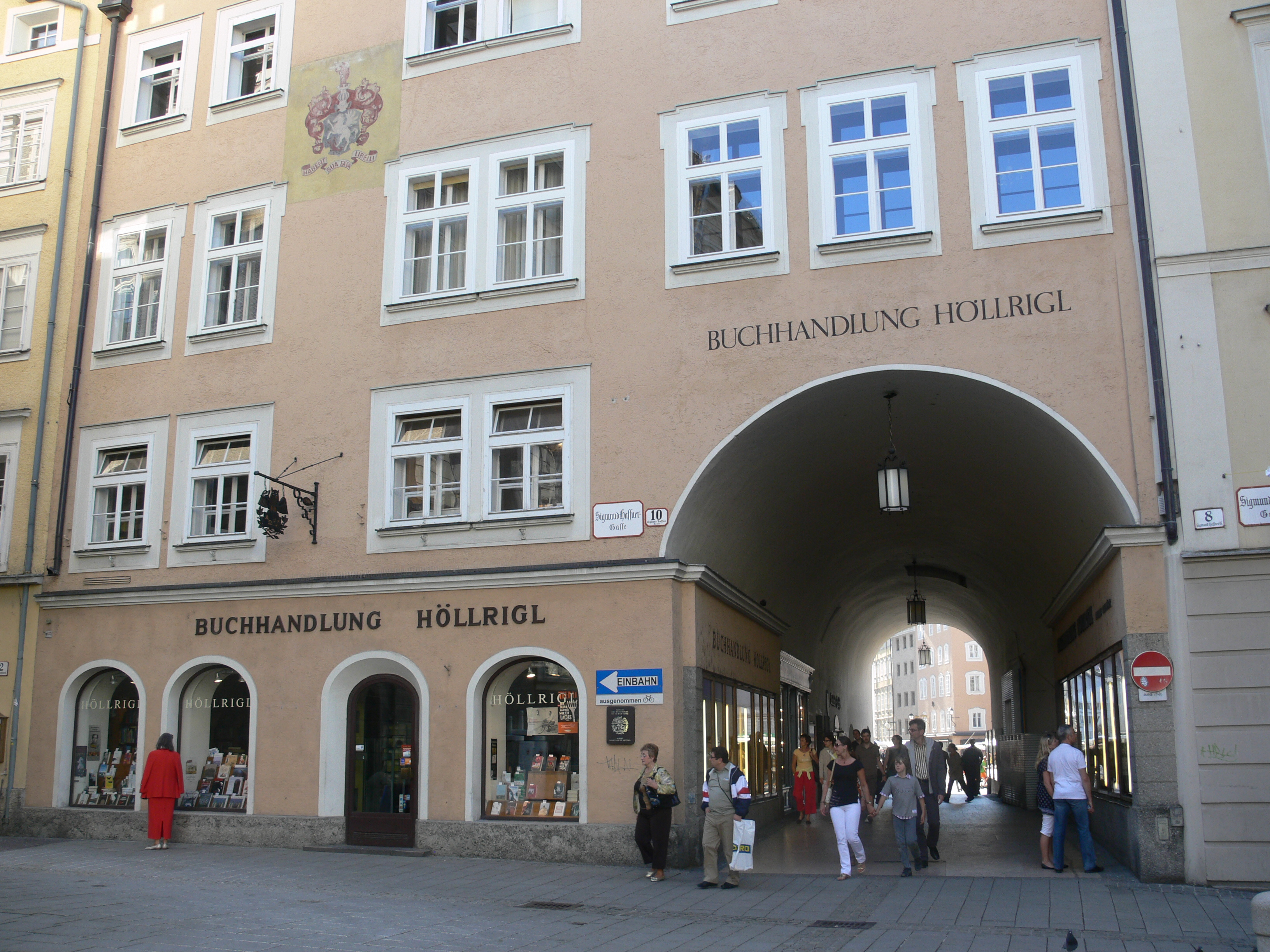
Ritzerhaus mit Buchhandlung Höllrigl, Sigmund-Haffner-Gasse 10

(Sigmund-Haffner-Gasse 10, heute ebenerdig Buchhandlung Höllrigl)
Das Ritzerhaus oder Ritzerbogenhaus ist zuerst bereits 1294 erwähnt, als Rudbrecht Aufner das Haus kaufte. Zeitweise hieß das Haus auch Haunspergerhaus. Schon um 1620 bestand hier ein kleines Tor in den Frauengarten der St. Peter-Klosterfrauen. Seit 1626 besteht hier aber schon ein neuer großer Bogen, der der besseren Erschließung der neu erbauten Universität dient. 1647 war die Familie Ritz (Rüzen) Eigentümer des Hauses, von dieser Familie hat das Haus und der Ritzerbogen zum Universitätsplatz seinen heutigen Namen. Bemerkenswert ist die alte Hauskapelle in einem Rundturm im Innenhof, die 1653 angeblich als Entschädigung für den durch den Ritzerbogenbau bedingten Raumverlust vom Landesherren erbaut wurde. Seit 1492 befindet sich hier eine Buchhandlung (Buchhandlung Kerber, später Höllrigl), die älteste Buchhandlung im heutigen Österreich und zweitälteste im deutschen Sprachraum. Franz Michael Vierthaler richtete hier 1790 die erste Salzburger Lehrerbildungsanstalt ein. Das Ritzerhaus war nach 1770 kurzzeitig im Eigentum der beiden Waisenhausstiftungen und wurde als Druckerei geführt („Waisenhausdruckerei“). Ab 1789 befand sich hier dann die „Duylesche Druckerei“.
Hier wurde ab 1788 die „Oberdeutsche Allgemeine Literaturzeitung“ und die „Oberdeutsche Staatszeitung“ durch Lorenz Hübner und Schelle gedruckt (Unter oberdeutsch ist hier der Raum Bayern, Salzburg und Österreich zu verstehen). Der Jesuitenpater und persönliche Vertraute von Erzbischof Hieronymus von Colloredo Pater Lorenz Hübner und sein Mitarbeiter Schelle setzten sich dabei weitreichende katholische Kirchenreform ein (u. a. Annäherung an die protestantische Kirche, Aufhebung des Pflichtzölibates für Priester). Im dortigen bekannten literarischen Zirkel, ebenfalls von Pater Lorenz Hübner geleitet, lagen mehrere dutzend deutsche Zeitschriften und damit fast alle periodischen deutschsprachigen Schriften sowie zahlreiche aufgeklärten Publikationen auf, die hier regelmäßig besprochen wurden. Lorenz Hübner arbeitete nicht nur hier, er wohnte gemeinsam mit Michael Vierthaler (vor 1800 Direktor der deutschen Schulen des Erzstiftes) und anderen Wohnparteien auch in diesem Haus, bis er um 1795 das Collegienschlössl auf dem Mönchsberg bezog.

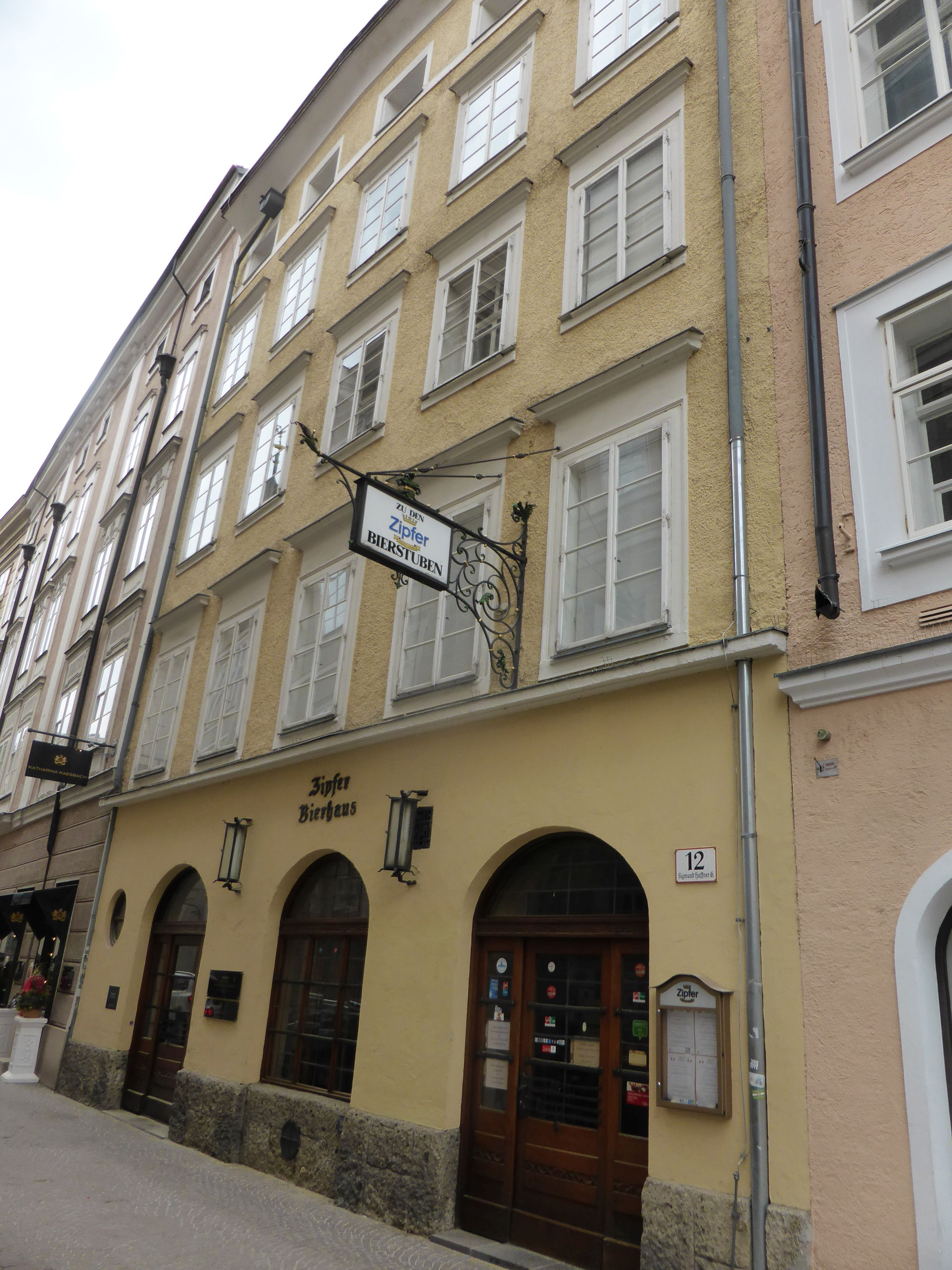
Sigmund-Haffner-Gasse 12

## Dachsbergerhof
(Sigmund-Haffner-Gasse 12)
Das Haus (auch Baron-Pranckh Haus) wird zuerst 1365 erwähnt, stammt aber vermutlich aus der Zeit um 1140. Der Bau mit seinem herrschaftlichen Charakter und dem vergleichsweise großen Arkadenhof lag in unmittelbarer Nähe der fürsterzbischöflichen Residenz. In diesem Haus wohnten folgerichtig stets bedeutende Salzburger Familien (Keuzl, Dachsberger, Tauner und die mit Mozart befreundete Familie Robinig). Die heutige Gestalt des Innenhofes stammt aus dem späten 16. Jahrhundert, die Fassade zur Gasse hin entstand um 1800. Eine kleine Marmortafel am Haus weist darauf hin, dass in diesem Haus am 5. Mai 1902 der bekannte Musikwissenschaftler und Mozartforscher Erich Schenk geboren wurde.

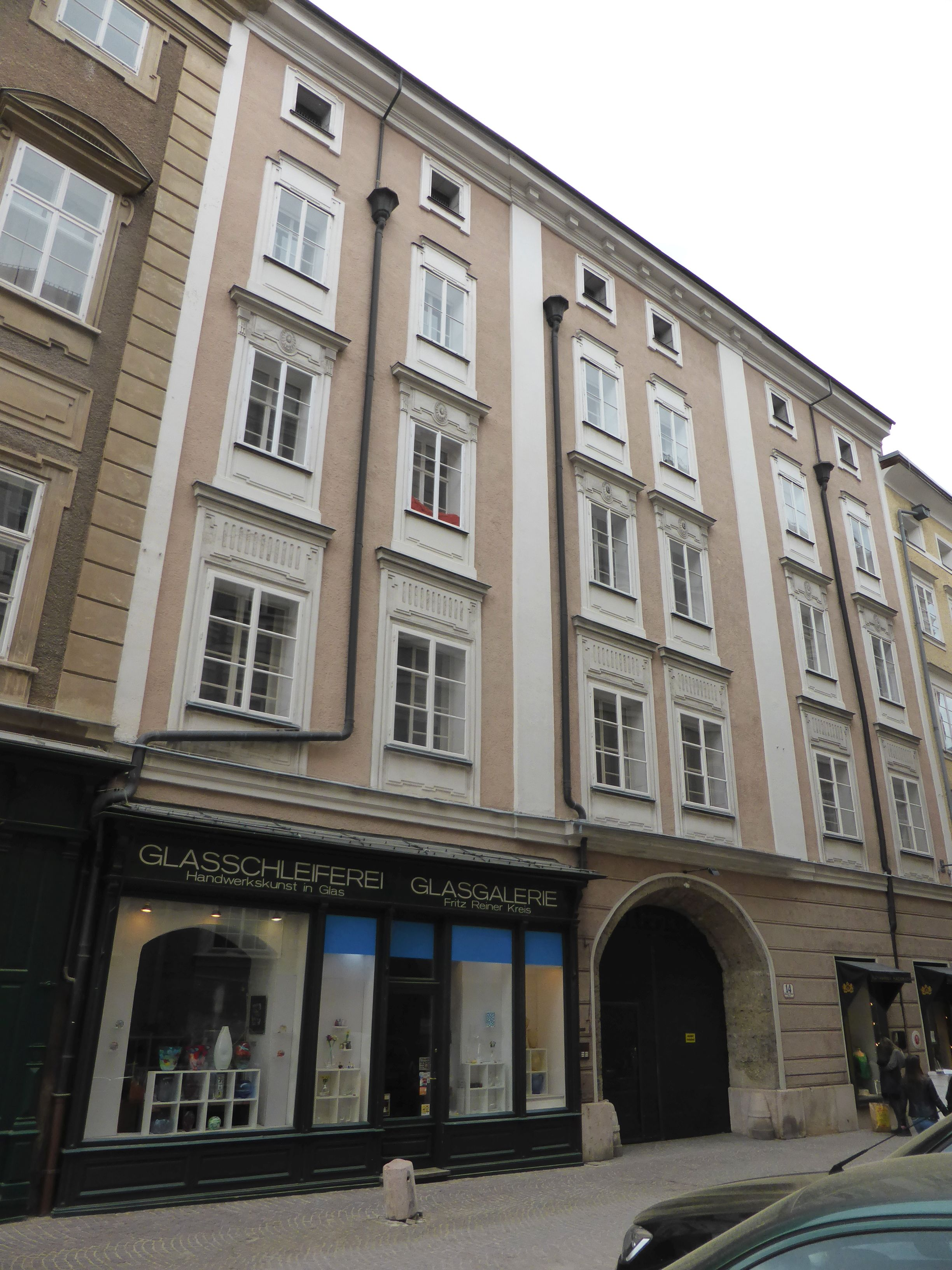
Sigmund-Haffner-Gasse 14

## Cheuzleins Haus
(Sigmund-Haffner-Gasse 14)
1365 als Cheutzleins Haus erstmals genannt ist dieser Bau als typisches herrschaftliches Gebäude mit großem Arkadenhof errichtet. Hier wohnten stets bedeutende Familien Salzburgs. Vom 14. bis zum frühen 16. Jahrhundert wohnte hier die Familie Keuzl, dann die Dachsberger, darauf die Trauner und nicht zuletzt die Familie Robinig, die mit Mozart eng befreundet war. Die Fassade des Hauses stammt aus der Zeit um 1800.

## Langenhof
(Sigmund-Haffner-Gasse 16)

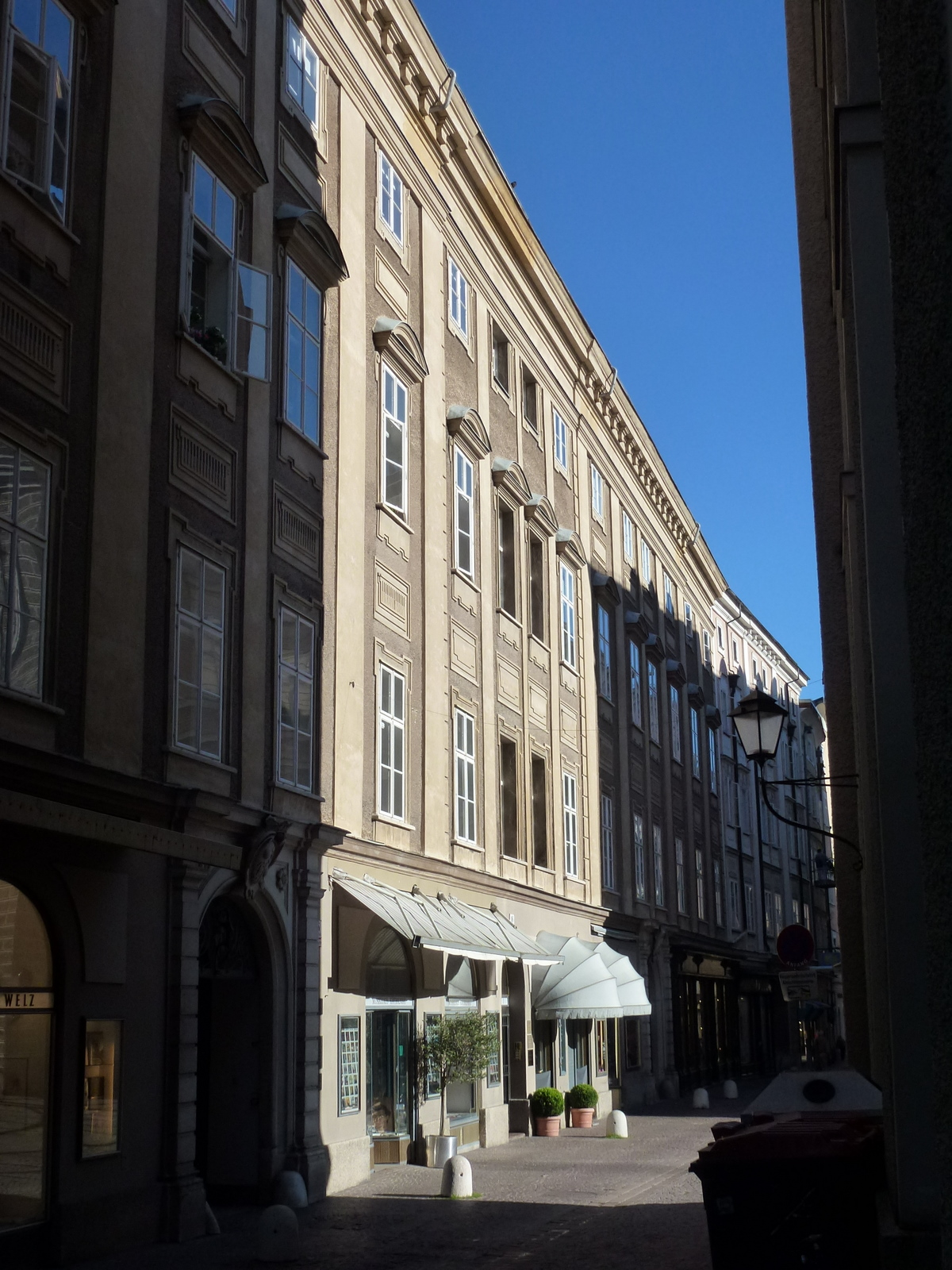
Langenhof

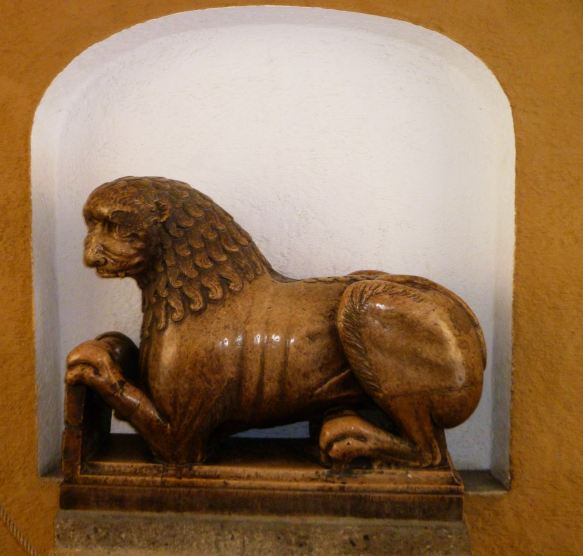
Romanischer Löwe im Langenpalais

Der Langenhof entstand an der Stelle dreier früherer Wohnbauten, von denen eines dem Fürsterzbischof Matthäus Lang von Wellenburg gehört hatte, welches „des Langen Hof“ genannt wurde, woher sich der heutige Name des Hauses herleitet. Auch die Herren von Kuchl (Kuchler) und später die Aufner hatten hier ihren Marstall. Die Kapellknaben (Domsängerknaben) im Kapellmeisterhaus, die zuletzt mit ihrem Präzeptor im mittleren Haus gewohnt hatten, übersiedelten um 1670 in das Haus Nr. 20.
Der Langenhof war ein dominanter Adelspalast in Salzburg. Er wurde mit seinem großen repräsentativen Arkadenhof und den beiden Segmentbogenportalen aus weißem Marmor um 1670 von Erzbischof Max Gandolf von Kuenburg für seine engeren Familienangehörigen errichtet. Ab 1713 war der Hof als „Gräflich Kuenburgisches Palatium“ (Palast) genutzt. Von J. G. Laschensky erhielt der Adelshof um 1800 seine neue künstlerisch gelungene Fassade. Das früher – auch in Salzburg – überaus typische Grabendach des Hauses ist sehr gut erhalten.
Bemerkenswert ist in der Hofzufahrt des südlichen Portales die kunstvolle marmorne Skulptur eines romanischen Löwen, die vermutlich aus dem von Wolf Dietrich von Raitenau abgerissenen romanischen Dom stammt.

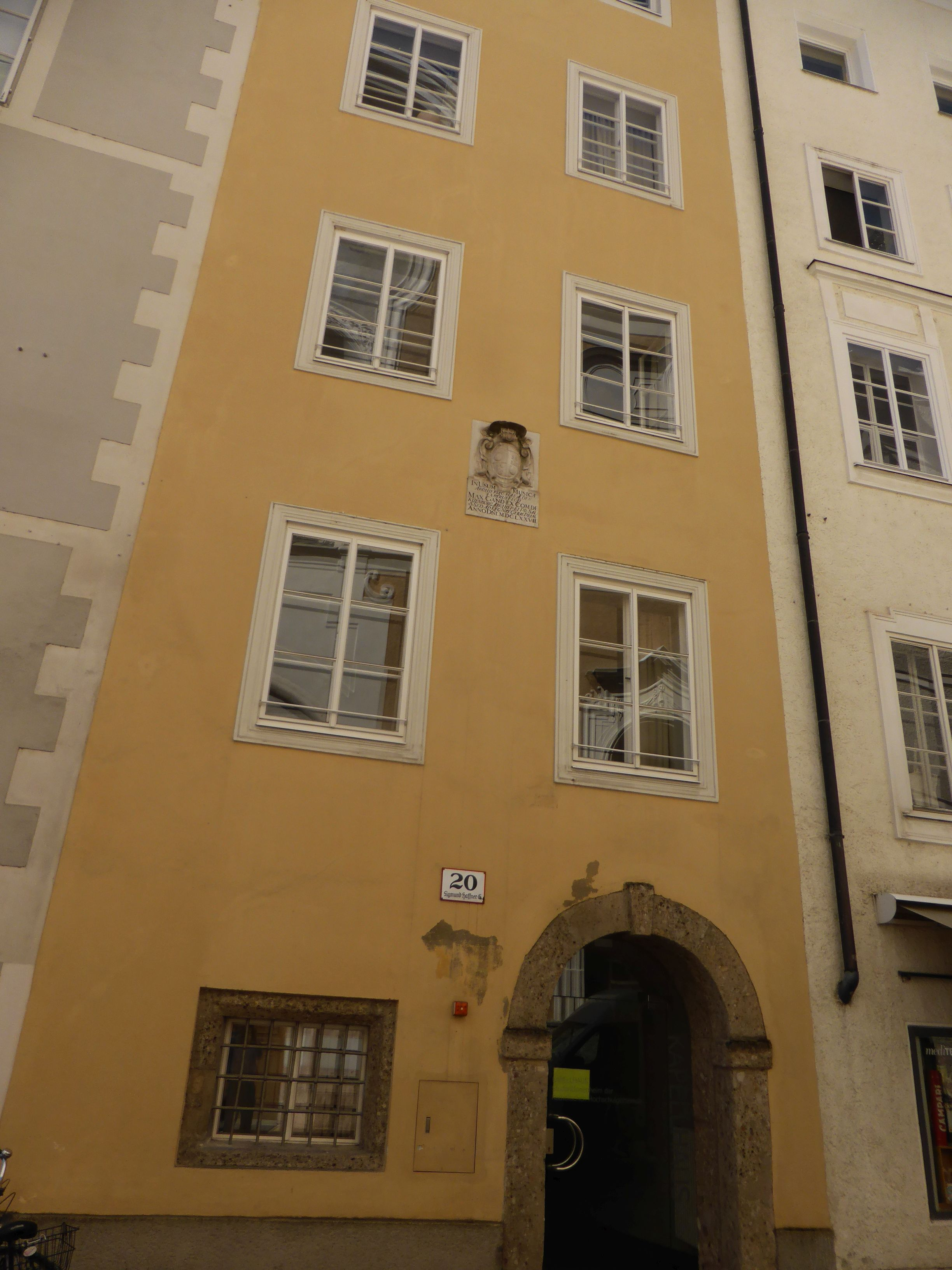
Sigmund-Haffner-Gasse 20

## Kapellhaus
(Sigmund-Haffner-Gasse 20).
Das einstige hochfürstliche Kapellhaus wurde von Fürsterzbischof Wolf Dietrich begründet und dafür vom Stift St. Peter erworben. Laut Inschrift ließ es Erzbischof Max Gandolf von Kuenburg für die neue Nutzung als Haus der Kapellknaben 1677 adaptieren. In diesem wurden üblicherweise 16 Knaben (im Wesentlichen Singknaben bzw. Domchorknaben) unentgeltlich, vor allem musikalisch, ausgebildet. Fürsterzbischof Harrach ließ 1723 für die dortige Kapelle eine Orgel von Johann Christoph Egedacher erbauen. Die Uniform der Kapellknaben bestand aus Mantel, Rock und Weste aus braunem Tuch mit rotem Futter, um den Hals mussten sie einen Art Priesterkragen aus lichtblauem Leinen tragen. Ihr Gärtchen zur Erholung lag am Mönchsberg neben der Edmundsburg (heute zum Festspielhaus gehörig).

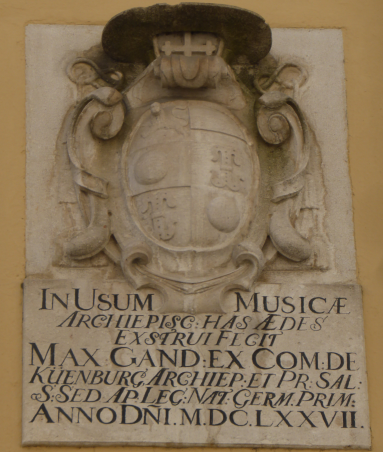
Wappen des Erzbischofs Kuenburg auf dem Haus Sigmund-Haffner-Gasse 20

Nachdem am 6. März 1684 die Ernennung von Heinrich Ignaz Franz Biber zum Hofkapellmeister erfolgt war, übersiedelte er als Leiter des Kapellhauses von seinem früheren Haus in der Judengasse in dieses Haus, wo er bis 1690 wohnte, dann zog er in das Haus Sigmund-Haffner-Gasse 3, in dem Biber schließlich am 3. Mai 1704 verstarb. Neben Biber wirkten im Kapellhaus u. a. auch Johann Ernst Eberlin, Anton Cajetan Adlgasser, Leopold Mozart und Michael Haydn.
1812 wurde das Kapellhaus in ein Domsingknabeninstitut umgewandelt und dabei auch das Schullehrerseminar, das in Mülln beheimatet war, ab 1. November 1812 darin untergebracht. 1841–1880 war hier auch die Musikschule Mozarteum (damals Teil des Dom-Musikvereins) untergebracht, wo auch die Proben für den Dommusikverein stattfanden. 1922 wurden die Domsingknabengruppe aufgelöst und hier ein Studentenheim eingerichtet, das als Studentenheim der Katholischen Hochschülerschaft bis heute weiterbesteht.
Über dem Rundbogenportal des Hauses befindet sich ein Wappen des Erzbischofs Kuenburg. Das Haus besitzt ansonsten eine schlichte Fassade mit wenig Schmuckelementen.

## Lodronisch-Rupertinisches Collegium („Rupertinum“)
(Sigmund-Haffner-Gasse 22)

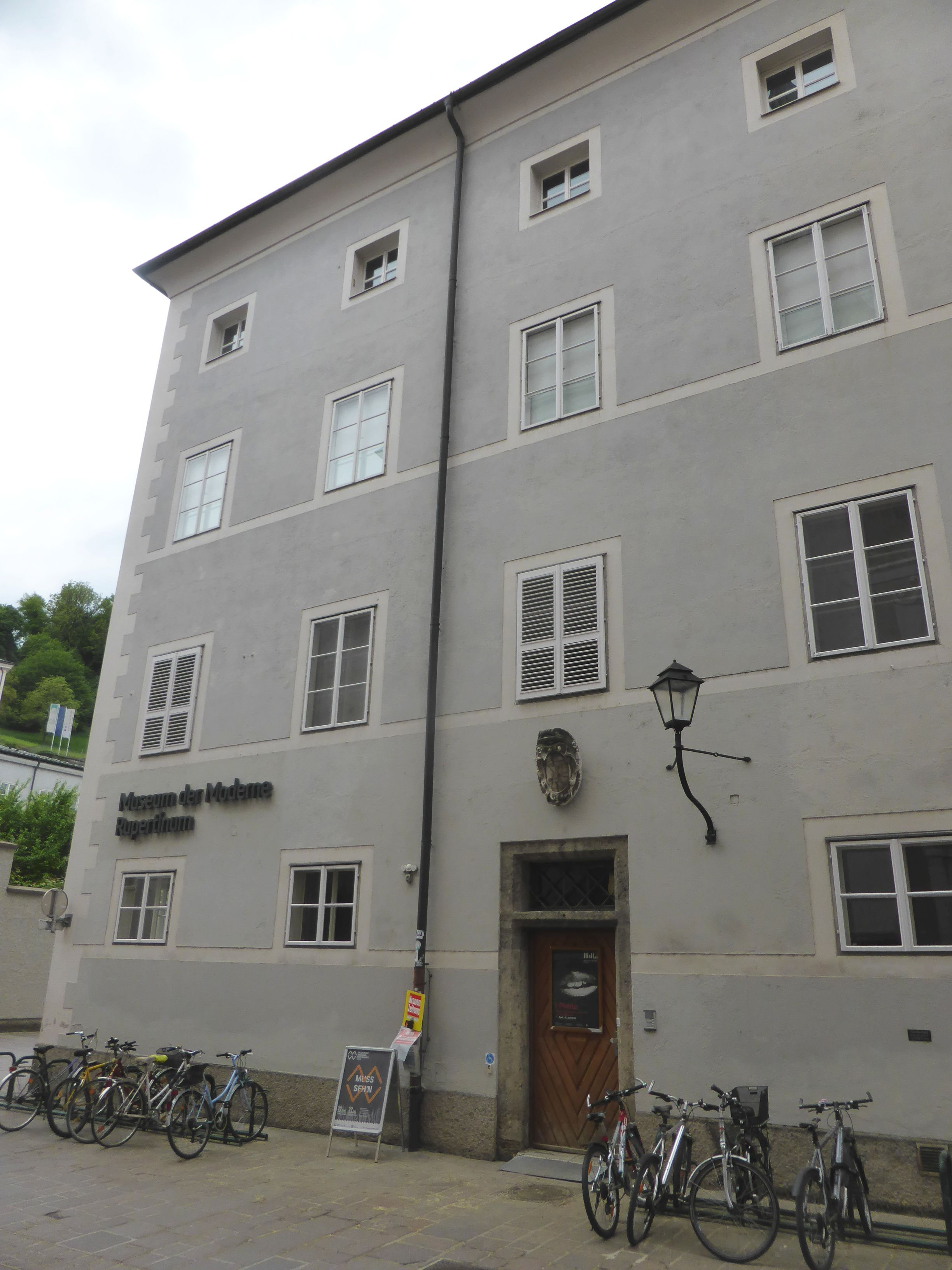
Sigmund-Haffner-Gasse 22

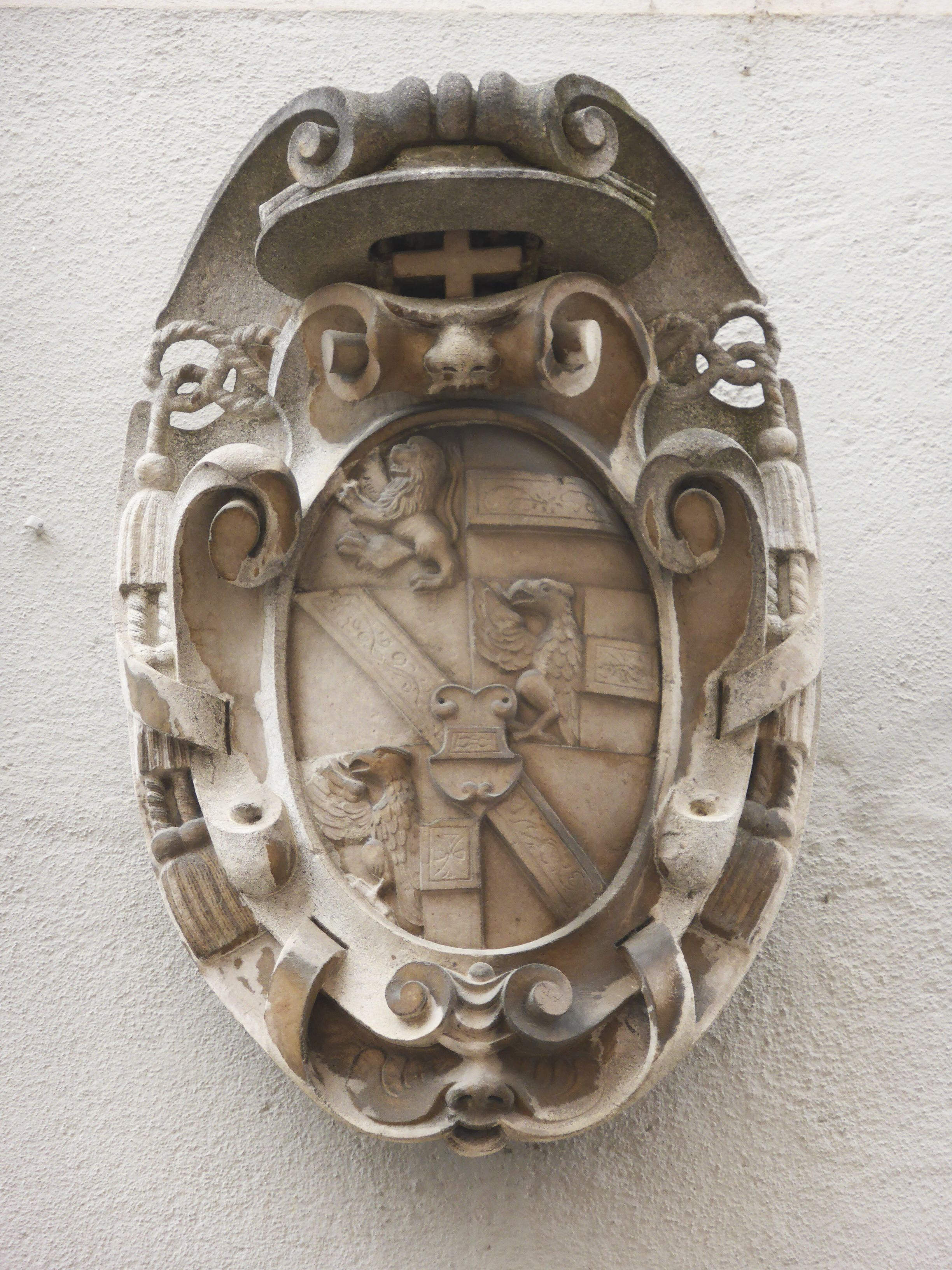
Wappen von Erzbischof Paris Lodron

Das „Collegium Rupertinum“ wurde von Erzbischof Paris von Lodron wenige Monate vor seinem Tode 1653 gestiftet und im gleichen Jahr unter Einbeziehung eines Vorgängerbaues neu errichtet. Dieses Gebäude war für etwa 12 bis 14 studierende Jünglinge bestimmt und zu Ehren des Hl. Ruperts geweiht worden. Es stand unter der Aufsicht eines geistlichen Präfekten. Diese Stiftung Lodrons war seine letzte und erfolgte knapp drei Monate vor seinem Tod am 22. September 1653. Die Zöglinge trugen hier Beinkleider, Westen und Mäntel von grauem Tuch. Nach Aufhebung der Universität war es teilweise privat genutzt und später bis 1974 als Studentenheim genutzt. 1976 wurde das Haus vom Land Salzburg angekauft, in den Folgejahren saniert und im Inneren unter möglichst hoher Wahrung der Altsubstanz für Museumszwecke neu gestaltet. Heute dient das Rupertinum als Museum mit einer vielfältigen Sammlung moderner Kunst. In der Sigmund-Haffner-Gasse findet sich an diesem Haus ein Marmorwappen von Erzbischof Paris Lodron.